# ドイツによるヨーロッパ占領
ドイツによるヨーロッパの占領（ドイツによるヨーロッパのせんりょう、German–occupied Europe）では、1938年から1945年にかけて、ナチス・ドイツの軍隊（ドイツ国防軍）によって支配されたヨーロッパの国々について言及する。
イギリス、ソビエト連邦などの同盟国として戦争に巻き込まれた国には、ドイツに降伏を強いられたり、服従してドイツによる支配を許した国があり、また亡命政府を設立した国もあった。ドイツ支配下の国にも、公式には中立であった国もあった。また、以前は枢軸国側であったが、占領された国もあった, フィンランド、スペイン、ハンガリーなど。

## ドイツ占領下の国
国の全域、あるいはそのほとんどが、ドイツによる支配を受けた国。
| 支配を受けた国                                                  | 詳細は以下を参照                         |
| --------------------------------------------------------------- | ---------------------------------------- |
| アルバニア王国                                                  | アルバニア王国 (1943年-1944年)           |
| オーストリア第一共和国                                          | アンシュルス                             |
| ベルギー                                                        | ドイツ占領下のベルギー・北フランス       |
| 白ロシア・ソビエト社会主義共和国 エストニア ラトビア リトアニア | オストランド国家弁務官区                 |
| ブルガリア                                                      | ブルガリアの歴史                         |
| チェコスロバキア第二共和国                                      | ナチス・ドイツによるチェコスロバキア解体 |
| デンマーク                                                      | デンマーク占領                           |
| フィンランド                                                    | フィンランドの歴史                       |
| フランス第三共和政                                              | ナチス・ドイツによるフランス占領         |
| ギリシャ王国                                                    | 第二次世界大戦時のギリシャ               |
| ガーンジー島 ジャージー島                                       | ナチス・ドイツによるチャンネル諸島占領   |
| ハンガリー王国                                                  | 国民統一政府 (ハンガリー)                |
| イタリア王国                                                    | イタリア社会共和国                       |
| ルクセンブルク                                                  | モーゼルラント大管区                     |
| モルドバ                                                        | トランスニストリア県                     |
| モナコ                                                          | モナコの歴史                             |
| オランダ                                                        | ドイツによるオランダ占領                 |
| ノルウェー                                                      | ナチスドイツによるノルウェー占領         |
| ポーランド第二共和国                                            | ポーランド総督府                         |
| ルーマニア                                                      | 第二次世界大戦中のルーマニア             |
| ロシア                                                          | モスコーヴィエン国家弁務官区             |
| サンマリノ                                                      | 第二次世界大戦下のサンマリノ             |
| ウクライナ・ソビエト社会主義共和国                              | ウクライーネ国家弁務官区                 |
| ユーゴスラビア王国                                              | ユーゴスラビア侵攻                       |